# Płońsk

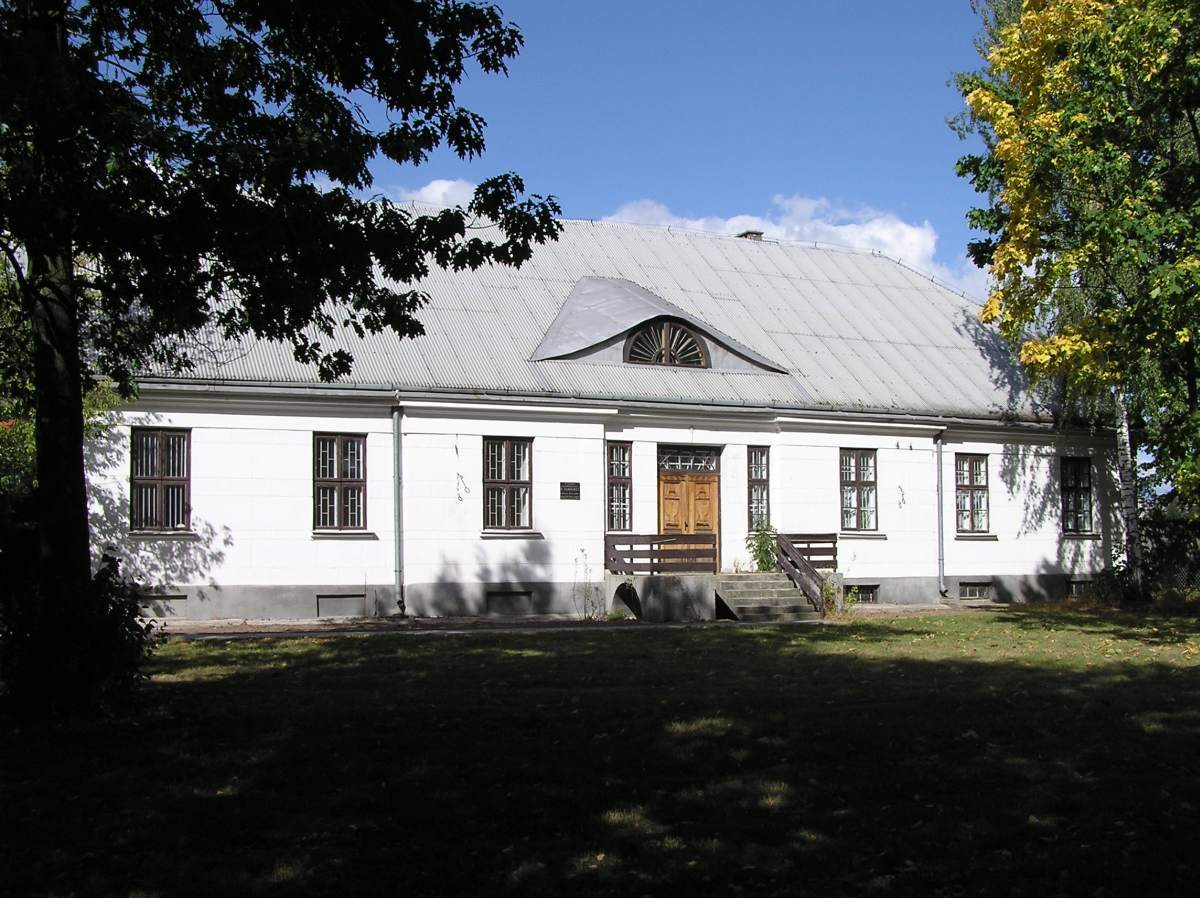
Herrenhaus in Płońsk, in dem Sienkewicz Hauslehrer war

Płońsk (1941 bis 1945 deutsch Plöhnen) ist eine Stadt in Polen in der Woiwodschaft Masowien etwa 60 km nordwestlich von Warschau an der Płonka.

## Geschichte
Im Jahre 1155 wurde Płońsk als Siedlung mit durch den masowischen Fürsten Bolesław Kędzierzawy verliehenen Privilegien erstmals erwähnt. Zwischen 1348 und 1399 stand Płońsk unter dem Namen Plöhnen unter der Verwaltung des Deutschritterordens.
Die Stadtrechte wurden im Jahr 1400 durch den masowischen Fürsten Siemowit IV. erlangt. 1417 erfolgte die Grundsteinlegung für eine Kirche und ein Kloster durch Siemowit IV. und seine Frau Aleksandra, eine Schwester von Władysław II. Jagiełło. Es folgte die Ansiedlung von Beschuhten Karmelitern. Erste Juden siedelten sich 1446 in Płońsk an. 1495 kam es zur Einbindung in den polnischen Staat. König Zygmunt I. bestätigte 1527 die Stadtrechte sowie Wappen und Siegel von Płońsk und wies 1545 den Bürgern das Privileg zu, Brückenzoll zu erheben. Stefan Batory bestätigte 1573 diese Rechte und Privilegien. 1612 erlangte die Stadt das Recht für einen zweiten Markt. Im Jahr 1670 wies Michał Wiśniowiecki der Stadt ein Privileg zu, aufgrund dessen Juden Häuser und Synagogen bauen und Bier brauen durften. Die erste Synagoge wurde erbaut.
Die Rechte und Privilegien der Stadt wurden in Folge durch Jan III. Sobieski (1677), König August II. (1720), König August III. (1749) sowie König Stanisław II. August Poniatowski (1767) bestätigt.
1789 nahmen Wojciech Majorkiewicz und Bonawentura Kierzkiewicz als Gesandte der Stadt Płońsk an der sog. Schwarzen Prozession teil.
Płońsk kam im Jahre 1795 nach der dritten Teilung Polens unter preußische Verwaltung. Die Stadt wurde 1807 Teil des Herzogtums Warschau und 1815 Teil des Königreichs Polen.
1826 kam es zum Brand des Marktplatzes.
Von 1865 bis 1866 war Henryk Sienkiewicz als Hauslehrer bei der Płońsker Familie Weyher beschäftigt.
Im Jahr 1867 wurde Płońsk Kreisstadt.

## Juden in Płońsk
Mit der Einladung jüdischer Bürger im 15. Jahrhundert durch den Adel wurde eine örtliche jüdische Gemeinde gegründet, die viel zur lokalen Wirtschaft beigetragen hat. In der 2. Hälfte des 17. Jahrhunderts fand ein Pogrom gegen die jüdische Bevölkerung statt. Gegen Ende des 19. Jahrhunderts wurde ein Verein der vorzionistischen Organisation Agudat Esra gegründet, dessen 120 Mitglieder sich dazu entschieden, nur Hebräisch zu sprechen. Eines der Mitglieder war David Grün, später David Ben Gurion, der erste Ministerpräsident Israels.
Laut der Volkszählung der Stadt wohnten im Jahr 1908 in Płońsk 11.603 Einwohner, davon 7.551 Juden (65 %).
Nach der Besetzung Polens durch Nazi-Deutschland im Zweiten Weltkrieg wurden alle jüdischen Bürger in ein Ghetto gesperrt und 1942 in den Vernichtungslagern Treblinka und Auschwitz-Birkenau ermordet. Die Płońsker Synagoge, drei jüdische Schulen und der jüdische Friedhof verfielen nach dem Krieg in der Zeit der Volksrepublik Polen.
Mit dem Zerfall des Ostblocks und der Erneuerung der diplomatischen Beziehungen zwischen Polen und Israel wurde die historische Bedeutung der Stadt als Geburtsort David Ben Gurions aus polnischer Initiative hervorgehoben. Das Grundstück, auf dem das Haus der Familie Grün stand, wurde mit Erklärungsschildern versehen und eine Partnerschaft zwischen der Stadt Płońsk und dem israelischen Kreis Ramat Hanegev geschlossen. Im Oktober 2023 wurde am Markt das „Haus der guten Erinnerung“ (polnisch: Dom Dobrej Pamięci) eröffnet, ein Museum zur 500-jährigen Geschichte der Juden von Płońsk.

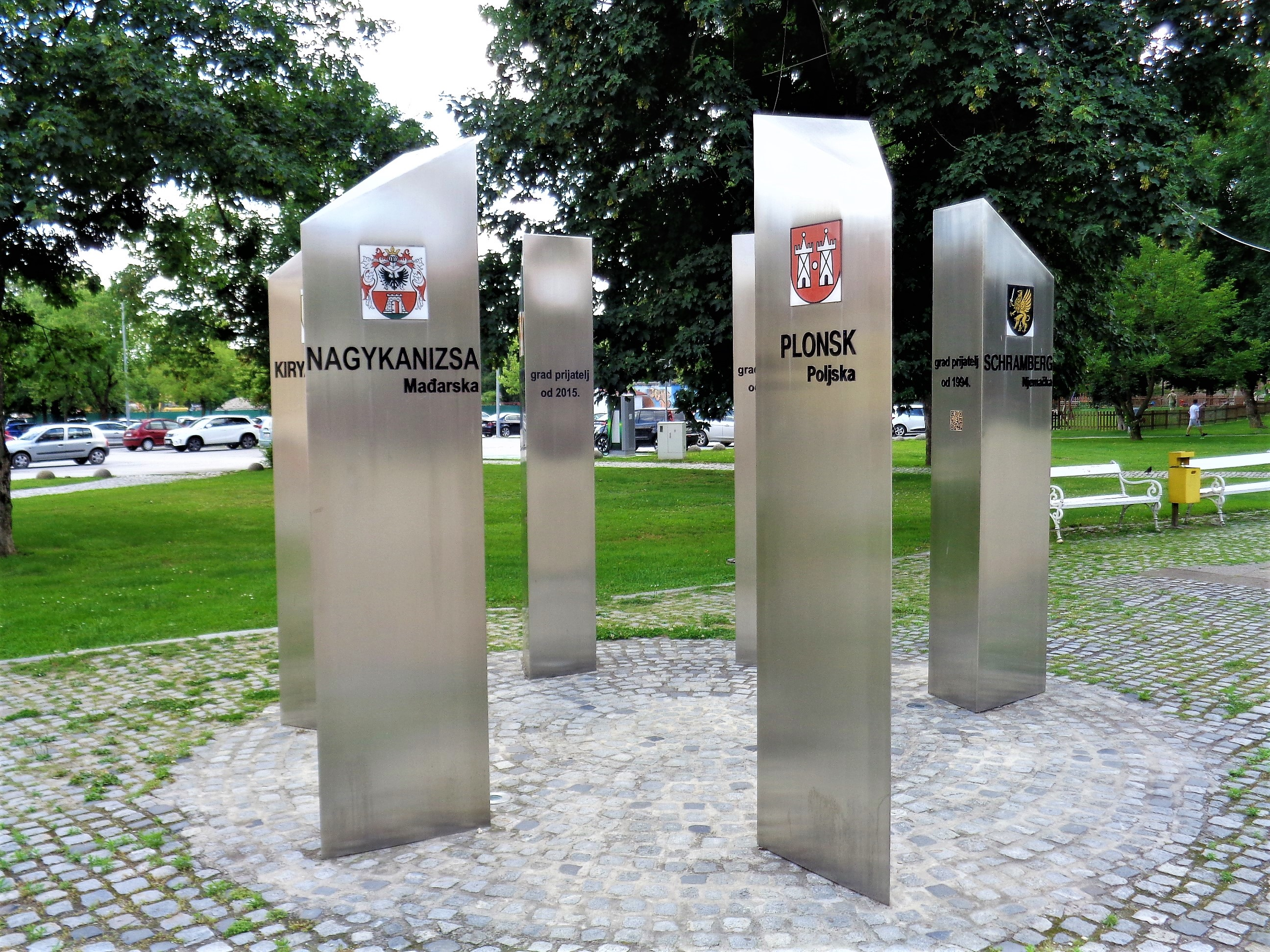
Płońsk als Partnerstadt von Čakovec

## Partnerstädte
- Zell/Mosel (Deutschland)
- Ramat Negev (Israel)
- Winschoten (Niederlande)
- Čakovec (Kroatien)
- Crépy-en-Valois (Frankreich)
- Šalčininkai (Litauen)
- Bachtschyssaraj (Ukraine)
- Wolgograd (Russland)

## Söhne und Töchter der Stadt
- Anzia Yezierska (1880–1970), jüdische Schriftstellerin
- David Ben Gurion (1886–1973), erster israelischer Ministerpräsident
- Marian Fuks (1914–2022), Soldat und Historiker
- Mendel Mann (1916–1975), jüdischer Schriftsteller, Journalist und Maler
- Rupert Wittek (1942–2017), deutscher Jurist und ehemaliger Richter am Bundesarbeitsgericht
- Jadwiga Zakrzewska (* 1950), Politikerin der Platforma Obywatelska, Abgeordnete des Sejm 1997 bis 2001 und seit 2005
- Joanna Mucha (* 1976), Politikerin (PO), Ministerin für Sport und Touristik